# Черен носорог
Черният носорог (Diceros bicornis) е вид едър бозайник от семейство Носорози (Rhinocerotidae), единствен представител на род Diceros. В миналото е бил разпространен в обширни области на Южна, Източна и Централна Африка, но днес ареалът му е по-ограничен и видът се смята за критично застрашен от изчезване. Въпреки името си, черният носорог е кафяво-сив.